# دمیانسک
دمیانسک (روسی: Демя́нск) و مرکز اداری ناحیه دمیانسکی در استان نووگورود، روسیه، واقع در امتداد رود یاون. تقسیمات کشوری روسیه، آن را به عنوان Demyanskoye Urban Settlement، تنها سکونتگاه شهری در منطقه گنجانده است. جمعیت: ۵٫۳۶۵ (سرشماری ۲۰۱۰)؛ [۴] ۵٫۸۲۵ (سرشماری ۲۰۰۲)؛ [۹] ۵٫۹۹۹ (سرشماری ۱۹۸۹).